# 大黄柳
大黄柳（学名：Salix raddeana）为杨柳科柳属的植物。分布在朝鲜、俄罗斯以及中国大陆的黑龙江、辽宁、吉林等地，生长于海拔140米至2,400米的地区，见于林区山坡或林中，目前尚未由人工引种栽培。

## 异名
- Salix liangshuiensis Y. L. Chou et C. Y. King
- Salix raddeana Laksch. ex Nas. var. subglabra Y. L. Chang et Skv.